# Grande Rann de Kutch

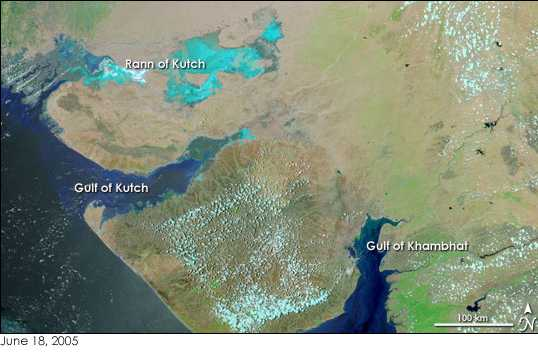
Rann de Kutch no canto superior esquerdo na cor turquesa. O Golfo de Kutch encontra-se mais abaixo da região de Kutch. Créditos: NASA Earth Observatory

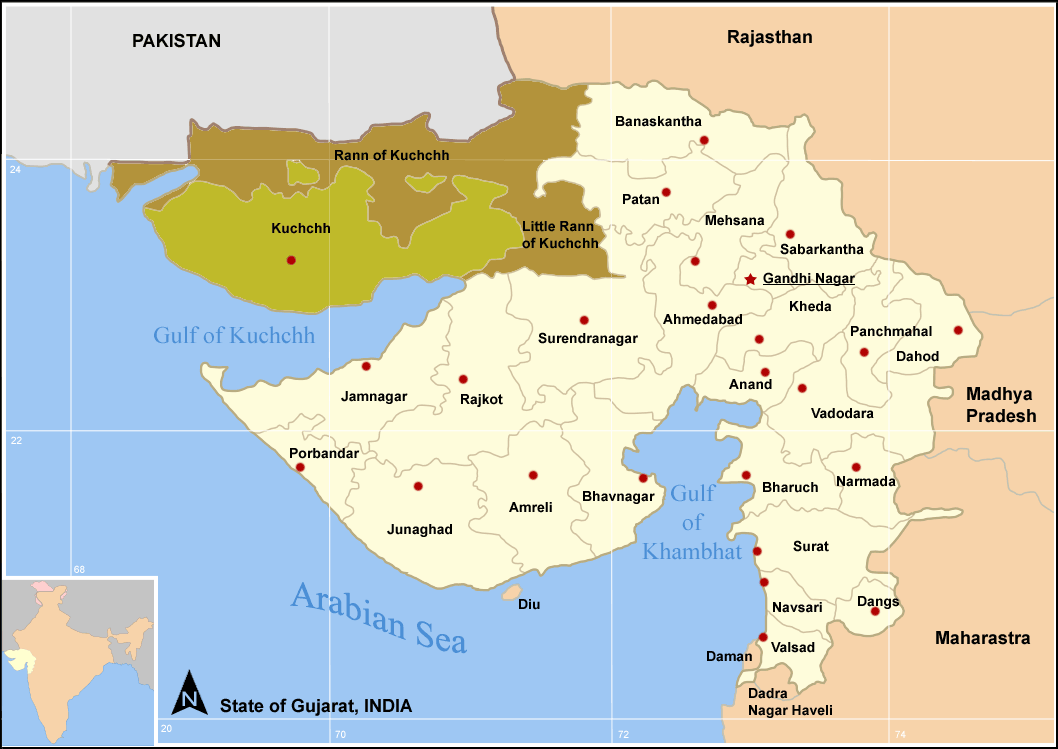
Mapa de Gujarat, mostrando o Grande Rann de Kutch e o Pequeno Rann de Kutch

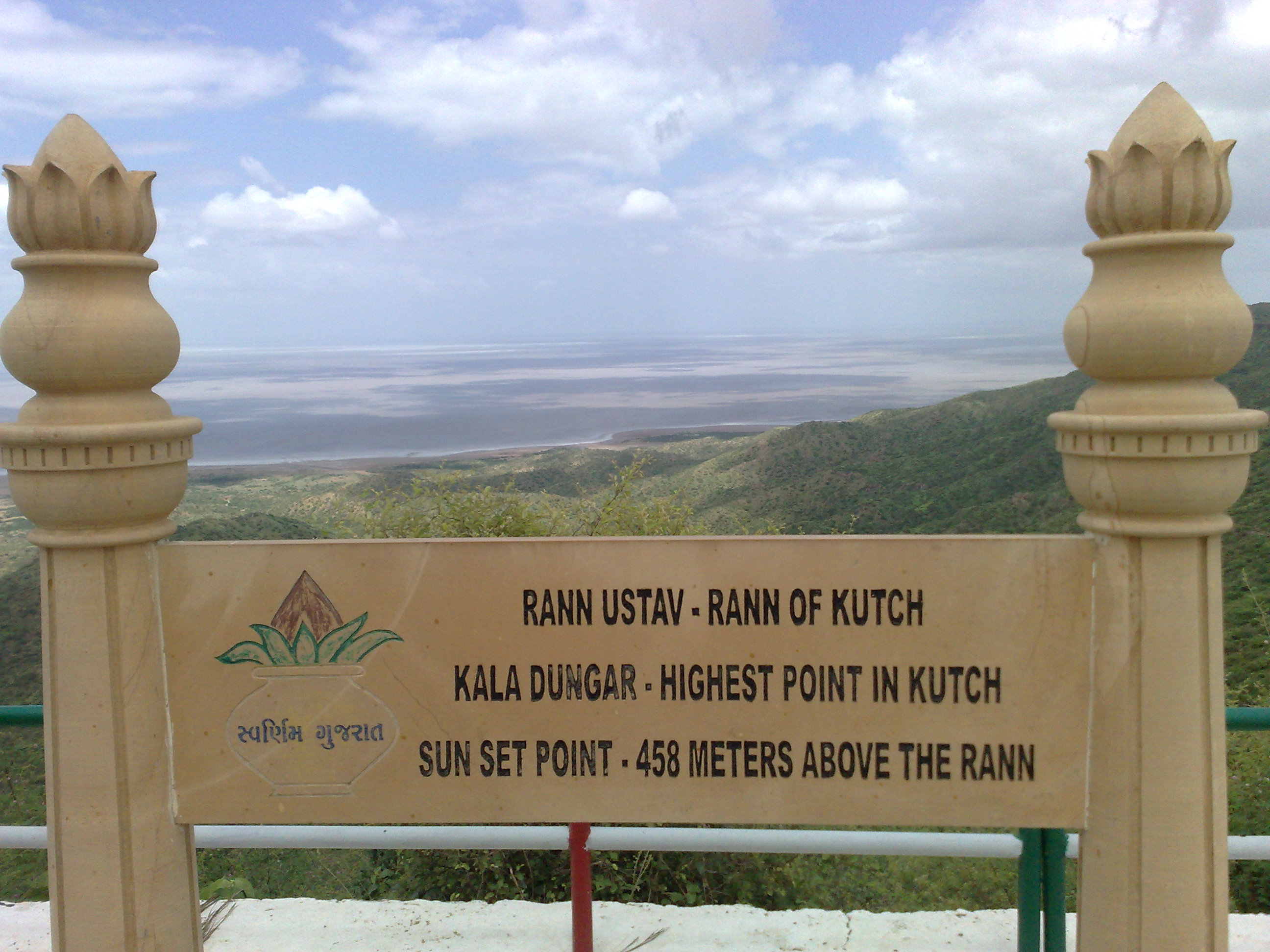
Rann de Kutch – ponto culminante

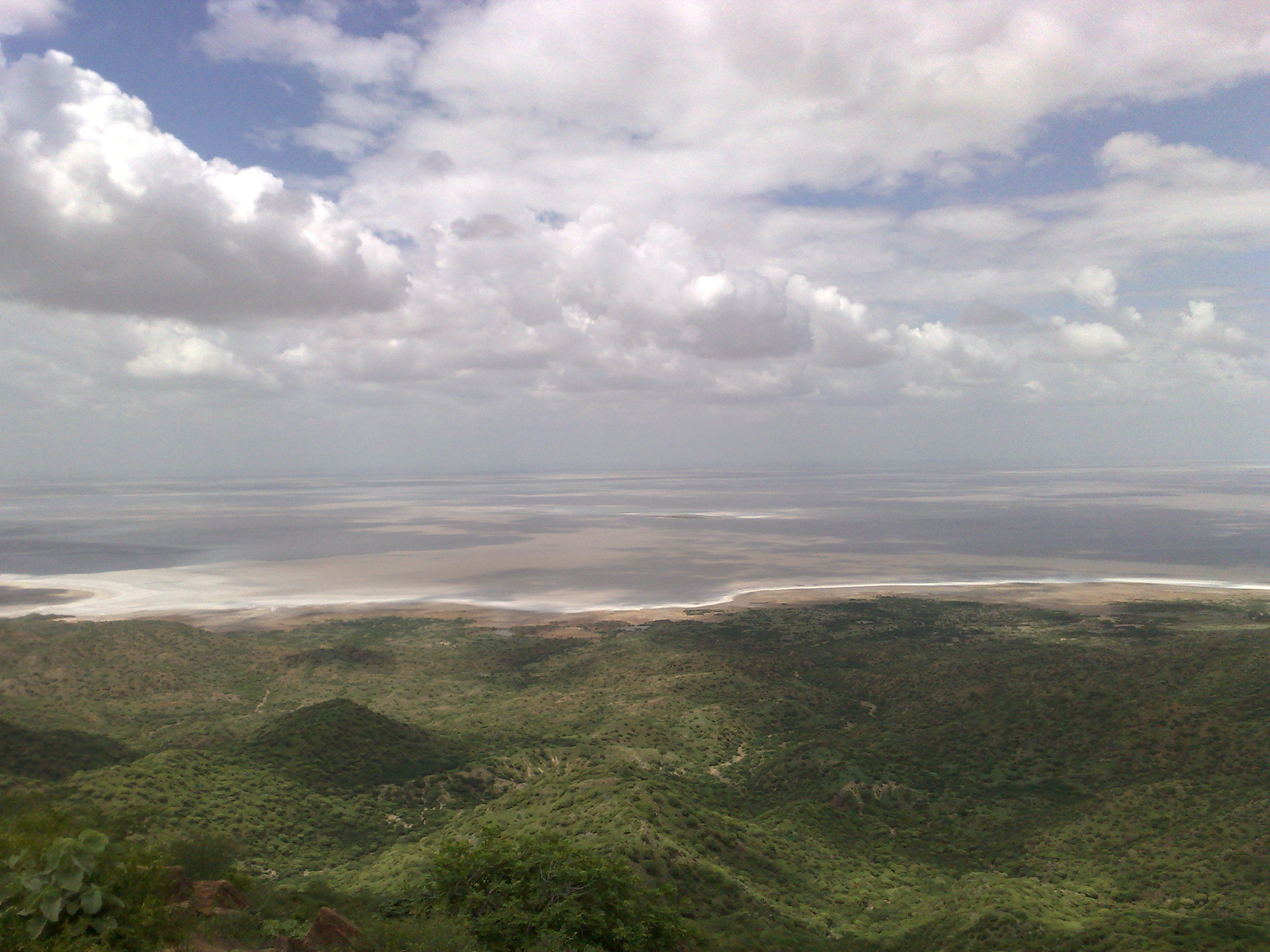
Rann de Kutch – Deserto Branco

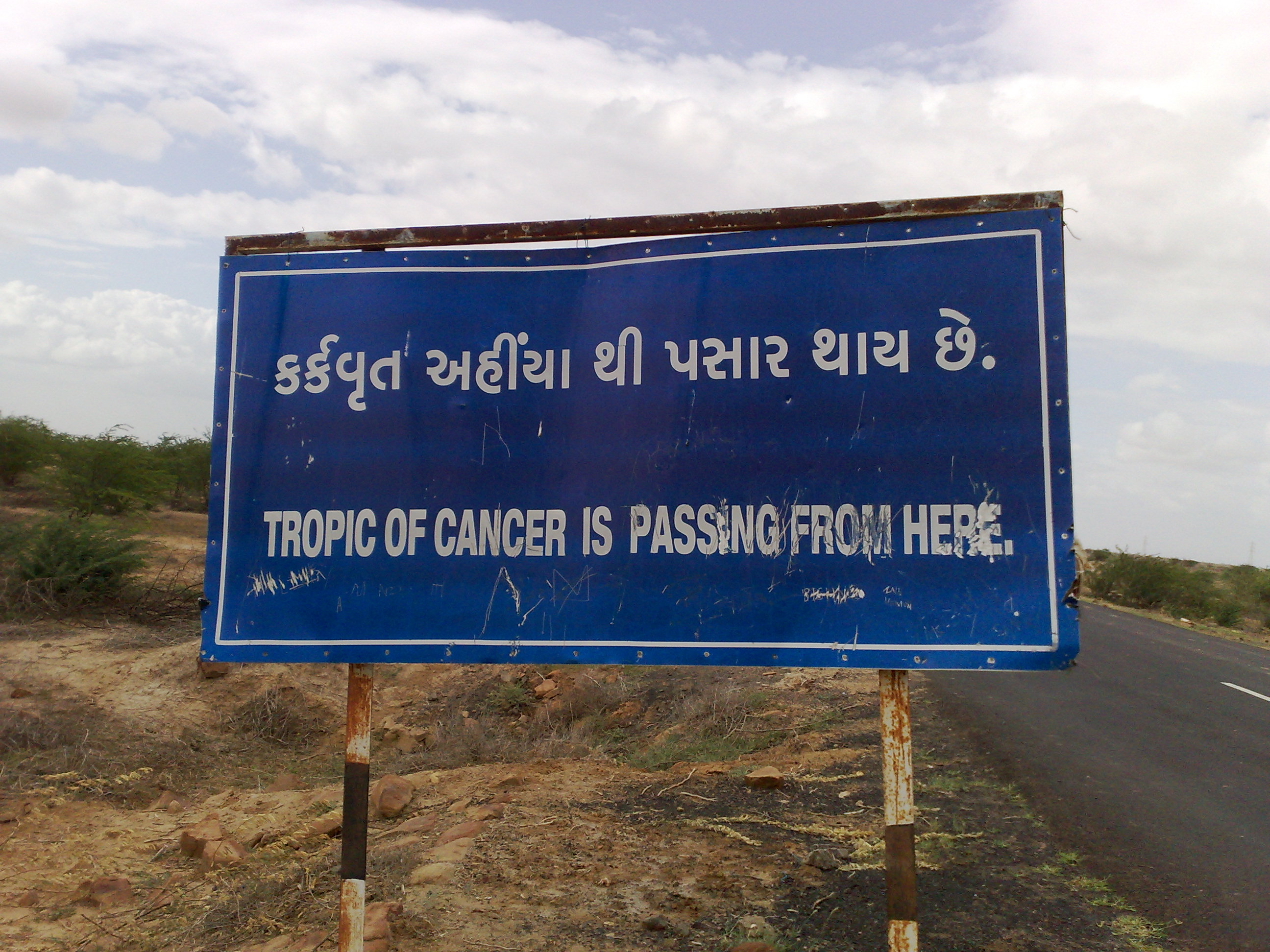
Trópico de Câncer – a poucos quilômetros de Rann de Kutch

O Grande Rann de Kutch é um sapal, localizado no Deserto de Thar, no distrito de Kutch de Gujarat, na Índia. O sapal tem cerca de 7500 km2 de área e tem a fama de ser um dos maiores desertos de sal do mundo. Esta área é habitada pelo povo Kutchi.
A palavra hindi palavra é derivada da palavra sânscrita/védica iriṇa (इरिण) atestada pelo Rigveda e pelo Mahabharata.

## Localização e descrição
O Grande Rann de Kutch, junto com o Pequeno Rann de Kutch e as pastagens de Banni no seu extremo sul, estão situados no distrito de Kutch e compreendem cerca de 30000 km2 entre o Golfo de Kutch e a foz do rio Indo, no sul do Paquistão. O pântano pode ser acessado a partir da aldeia de Kharaghoda no distrito de Surendranagar. O Grande Rann de Kutch, juntamente com o Pequeno Rann de Kutch, é chamado coletivamente Rann de Kutch
Durante as monções de verão do subcontinente indiano, a planície, que inclui o deserto salgado de argila e lodaçais, com elevação média de 15 metros acima do nível do mar, enche-se com água parada. Em anos muito chuvosos, o pantanal estende-se desde o Golfo de Kutch, a oeste, até o Golfo de Cambaia, a leste.
A região era um grande raso do Mar da Arábia até o contínuo levantamento tectônico fechar a conexão com o mar, criando um vasto lago que ainda era navegável durante a época de Alexandre, o Grande. O Rio Gagar, que atualmente deságua no deserto do norte do Rajastão, anteriormente esvaziava-se no Rann de Kutch, mas o curso inferior do rio secou como seus afluentes a montante foram capturados pelos rios Indo e Ganges há milhares de anos. Vestígios do delta e de seus canais distributários no limite norte do Rann de Kutch, foram documentados pelo Serviço Geológico da Índia em 2000.
O Rro Luni, que tem origem no Rajastão, desagua no deserto a nordeste do Rann. Outros rios que suprem o pântano incluem o Rupen, que vem do leste e Banas Ocidental a nordeste. O canal de Nara ou Rio Puran, que é um canal do delta do Rio Indo esvazia-se durante as cheias no Rio Kori, localizado no Grande Rann de Kutch.
Há ilhotas arenosas de matagal espinhoso, formando um santuário de vida selvagem e um terreno fértil para alguns dos maiores rebanhos de flamingos-comuns e flamingos-pequenos. A vida selvagem, incluindo o asno-selvagem-indiano, abrigam-se nas ilhas de terreno mais alto, chamadas  bets, durante as inundações.

## Clima
Esta é uma das áreas mais quentes da Índia – com máximas absolutas no verão chegando a 49,5 °C. Durante o inverno, as temperaturas reduzem-se drasticamente e podem ir abaixo de 0 °C.

## Fronteira internacional indo-paquistanesa

Hidrografia da região do Grande Rann de Kutch

Na Índia, o limite norte do Grande Rann de Kutch constitui a fronteira internacional entre a Índia e o Paquistão e é fortemente patrulhada pela Força Indiana de Segurança de Fronteiras (BSF), enquanto o Exército Indiano realiza exercícios na região para aclimatar as suas tropas ao terreno inóspito.
Esta região inóspita de planície salgada de várzea, rica em gás natural, foi uma das cenas de disputas  de fronteira entre a Índia e o Paquistão, o que, em abril de 1965, contribuiu para a Guerra Indo-Paquistanesa de 1965. Mais tarde, no mesmo ano, o Primeiro-Ministro do Reino Unido, Harold Wilson, convenceu os combatentes a encerrar as hostilidades e a estabelecer um tribunal para resolver a disputa. O veredicto foi atingido em 1968, que concedeu ao Paquistão a obtenção de 10% de sua reivindicação de 9100 quilômetros quadrados. Os restantes 90% foram concedidos para a Índia, apesar de a Índia reclamar 100% da região. As tensões surgiram novamente em 1999, durante o incidente Atlantique.

## Enchentes do Rio Indo
O rio Indo fluía em direção à área do Rann de Kutch e à sua área de influência, que fazem parte de seu delta. O ramo do rio Indo denominado Rio Koree mudou seu curso após um terremoto ocorrido em 1819, isolando Rann de Kutch do seu delta. O Paquistão construiu um projeto denominado Left Bank Outfall Drain (LBOD) para passar ao largo da água salobra e poluída inapta para uso agrícola para alcançar o mar através da área do Rann de Kutch, sem passar pela Delta do Indo. O projeto LBOD, com 500 km de comprimento, começa a partir do norte do distrito de Ghotki, na província paquistanesa de Sindh e junta-se ao Rann de Kutch no distrito de Badin, também em Sindh. O Rann de Kutch é curso d'água comum à Índia e ao Paquistão. A água liberada pelo projeto LBOD aumenta as inundações na Índia e contamina os corpos d'água que são fonte de água das salinas distribuídas por uma vasta área. Prevê-se que água do projeto LBOD chegue ao mar através de Sir Creek, mas está entrando em território indiano, devido a muitas falhas na sua margem esquerda causadas pelas enchentes